# 210 (Viña Bus)
El servicio 210 es un recorrido de buses urbanos de la ciudad de Gran Valparaíso. Opera entre el Sector Reñaca Alto en la comuna de Viña Del Mar y el sector Aduana en la comuna de Valparaíso.
Forma parte de la Unidad 2 del sistema de buses urbanos de la ciudad de Gran Valparaíso, siendo operada por la empresa Viña Bus S.A.

## Zonas que sirve
|  | Viña Del Mar |
|  | Valparaíso   |

## Recorrido[1]
| - Viña Del Mar - Calle 16 - Av. Décima - Sol Naciente - Lonquimay - Las Antillas - Lago Puyehue - San Pedro De Atacama - Las Maravillas - Camilo Mori - Juan Francisco Gonzalez - Claudio Arrau - Las Maravillas - San Pedro De Atacama - Lonquimay - De La Costa - Lago Villarrica - Los Pensamientos - Las Maravillas - Rotonda Las Maravillas - Camino Internacional - Av. Alessandri - 15 Norte - Av. Libertad - 1 Norte - Puente Casino - Av. La Marina - Av. España - Valparaíso - Av. España - Av. Argentina - Chacabuco - Edwards - Av. Brasil - Blanco - Plaza Aduana | - Valparaíso - Plaza Aduana - Cochrane - Esmeralda - Condell - Edwards - Yungay - Av. Argentina - Av. España - Viña Del Mar - Av. España - Álvarez - Plaza Sucre - Av. Valparaíso - Plaza Vergara - Arlegui - Puente Libertad - Av. Libertad - 15 Norte - Av. Alessandri - Rotonda Santa Julia - Camino Internacional - Las Maravillas - Los Pensamientos - El Faro - Mar Del Sur - Lago Villarica - De La Costa - Lonquimay - San Pedro De Atacama - Las Maravillas - Claudio Arrau - Juan Francisco Gonzalez - Camilo Mori - Las Maravillas - San Pedro De Atacama - Lago Puyehue - Las Antillas - Lonquimay - Sol Naciente - Av. Décima - Calle 16 |